# Сибирьки
Сибирьки — хутор в Морозовском районе Ростовской области России.
Входит в состав Вольно-Донского сельского поселения.

## Население
| 2010 |
| ---- |
| 241  |

## Улицы
На хуторе имеются две улицы — Большая Садовая и Степная.

## Известные уроженцы
- Истомин, Ефим Абрамович (1924—1944) — советский военнослужащий, младший лейтенант, Герой Советского Союза.